# Nepeta taxkorganica
Nepeta taxkorganica là một loài thực vật có hoa trong họ Hoa môi. Loài này được Y.F.Chang mô tả khoa học đầu tiên năm 1983.